# SST Pod Solniskiem
Studencki Schron Turystyczny „Pod Solniskiem” – chatka studencka w przysiółku Adamy w Lachowicach w województwie małopolskim, w powiecie suskim, w gminie Stryszawa. Znajduje się na północnych stokach Opuśniaka, w pobliżu szczytu Solniska w Paśmie Solnisk, które w regionalizacji fizycznogeograficznej Polski według Jerzego Kondrackiego zaliczane jest do Beskidu Makowskiego, w nowszej regionalizacji z 2018 roku do Beskidu Żywiecko-Orawskiego, a w najszerszym ujęciu do Beskidu Żywieckiego.

## Warunki pobytu
W chatce znajdują się 3 pomieszczenia sypialne dla gości, kuchnia, salon z kominkiem i łazienka. Nominalnie mieści 40 osób. Po niedawnym remoncie, ubikacje ulokowano wewnątrz chatki, zmodyfikowano także prysznice i ogrzewanie, dzięki czemu ciepła woda jest ogólnodostępna. Wymieniono także podłogi, okna, schody oraz część materacy. Postawiono też nowy piec w kuchni. Chatka jest zelektryfikowana, bieżąca woda jest pobierana z lokalnego ujęcia.
Turyści szukający noclegu powinni mieć ze sobą przynajmniej śpiwór. Nie jest to jednak warunek konieczny, bo na stanie chatki jest kilka śpiworów, koców i karimat do wykorzystania w razie potrzeby. Na posesji wokół budynku schroniska można rozbić namiot. Na stanie chatki znajduje się wiele książek, gier planszowych, śpiewników, gitary oraz puzzle, dzięki czemu rozrywkę znajdą turyści chcący spędzić w górach czas nieco mniej aktywnie, a ci aktywniejsi będą mogli zabić nieco czasu w wypadku złej pogody.
W wakacje i podczas ferii chatka jest czynna bez przerwy, przez resztę roku w każdy weekend od 22:00 w piątki do 15:00 w niedziele. W inne terminy jest dostępna po dokonaniu rezerwacji. W budynku chatki oraz na obszarze jej posesji obowiązuje bezwzględny zakaz spożywania alkoholu, natomiast w samym domku nie wolno palić. Mimo że chatka znajduje się w zasięgu sieci komórkowych, korzystanie z telefonów nie jest aktywnością pożądaną.

## Historia
Starsza część chaty pochodzi z 1866 r. Świadczy o tym data i napis na sośnie „Zachowaj od ognia Święty Florianie”. Nowszą część wybudowano w 1908. Jesienią 1976 członkowie Wydziałowego Klubu Turystycznego „Maluch” (działającego przy Wydziale Matematyczno-Fizycznym Politechniki Śląskiej), którzy poszukiwali miejsca na schronisko studenckie, odnaleźli ten dom i postanowili zaadaptować go do nowej roli. Chata nie była wówczas podłączona do sieci elektrycznej i nie posiadała bieżącej wody. Oficjalnie wykupił ją Almatur około 1978.
W 2000 przedstawiciel Studenckiego Koła Przewodników Górskich „Harnasie” z Gliwic stwierdził zły stan budynku. Obiekt był zarządzany przez Radę Okręgową ZSP w Katowicach, ale zgodnie z dokumentami właścicielem okazała się Politechnika Śląska. Dzięki podpisaniu porozumienia z PŚ od czerwca 2001 Oddział Uczelniany PTTK przy Politechnice Śląskiej przejął opiekę nad schroniskiem, powierzając ją SKPG „Harnasie”, które jest jednym z kół tego Oddziału. Po przejęciu opieki został wykonany generalny remont budynku.
W listopadzie 2011 r. SKPG „Harnasie” zrezygnowało z opieki i patronatu nad Chatką. Oddział Uczelniany PTTK powierzył prowadzenie schroniska innemu ze swoich kół – Klubowi Chatkowemu „Adamy”.

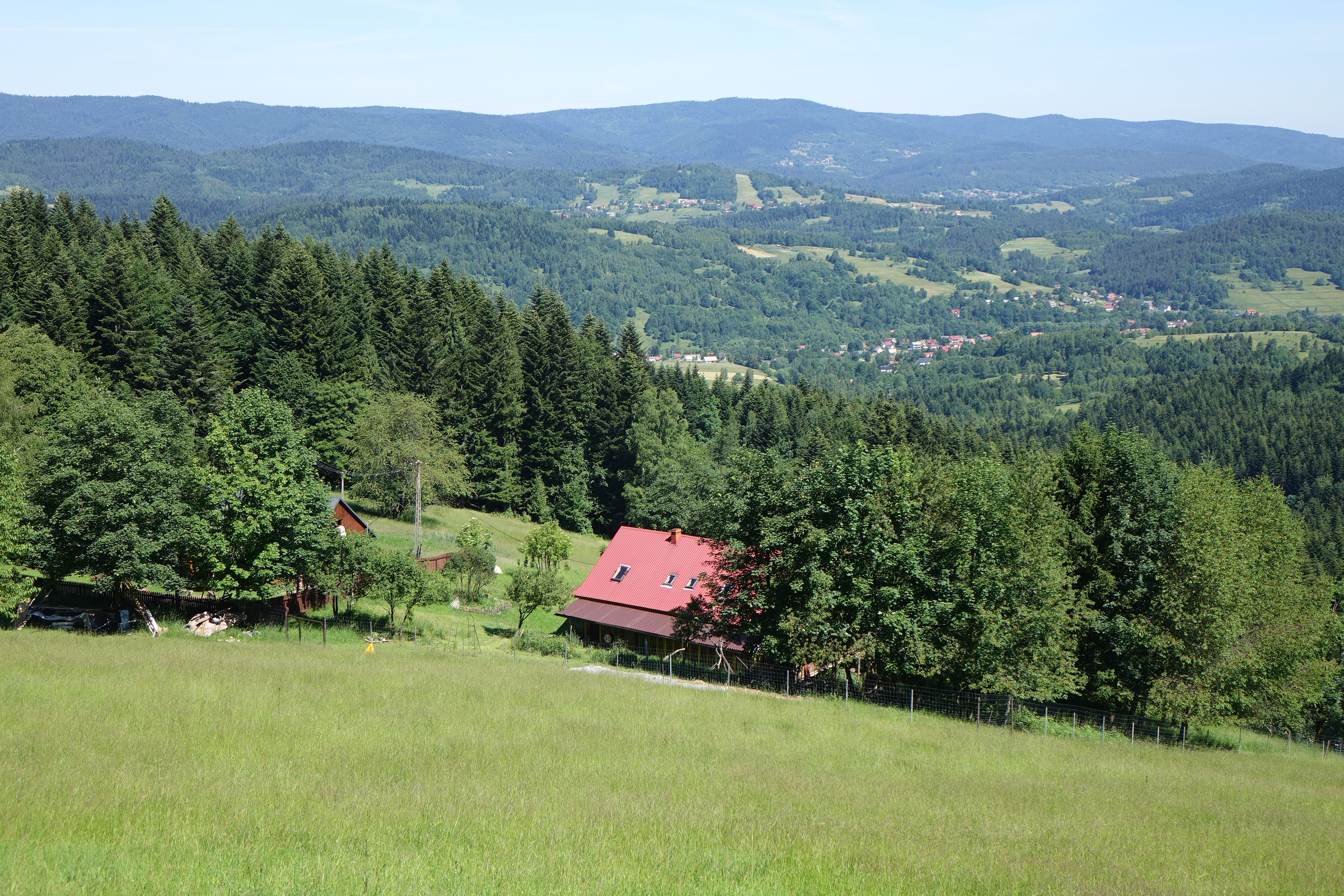
SST Pod Soliskiem na lewo za drzewami, na pierwszym planie prywatna Nasza Chata na Adamach
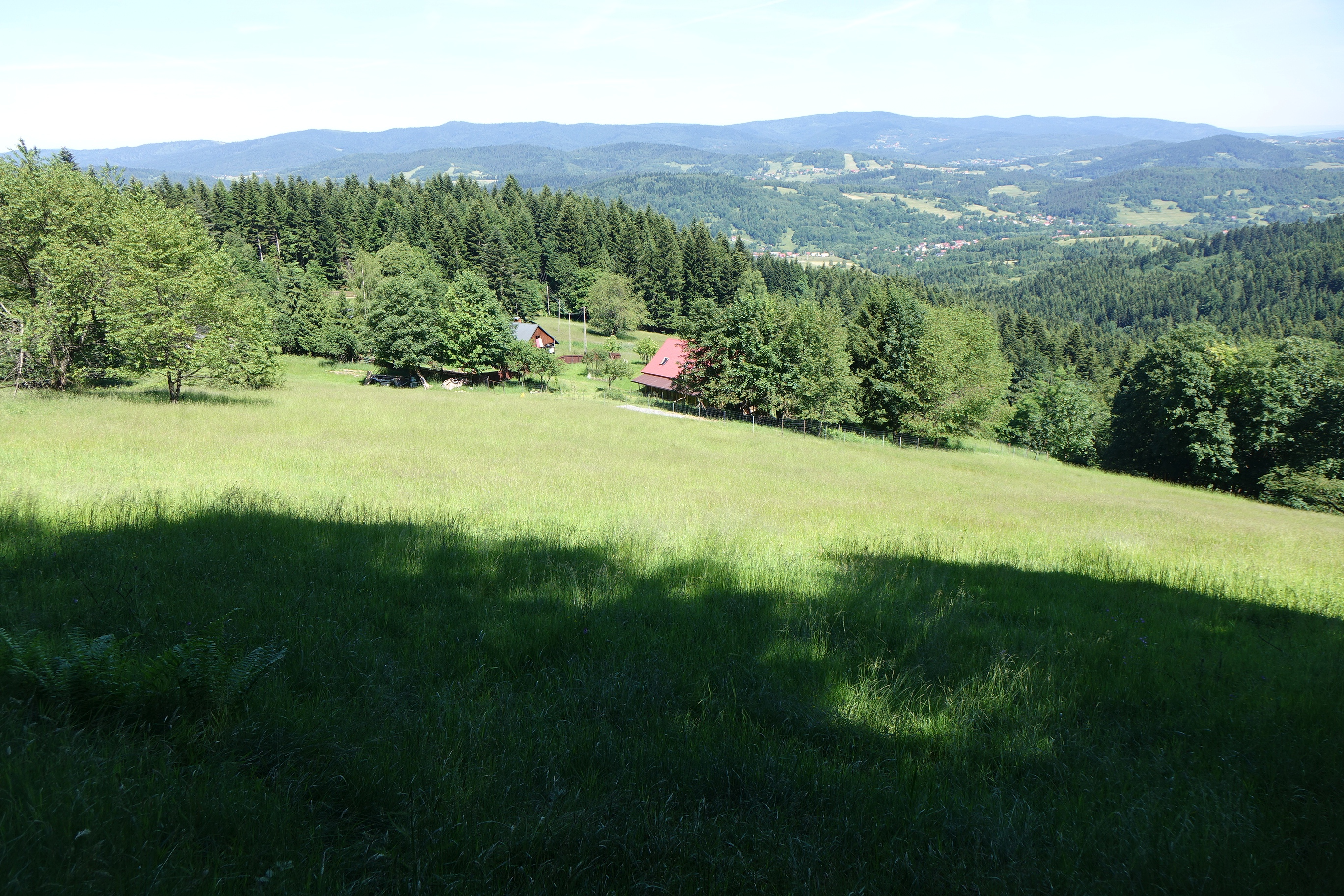
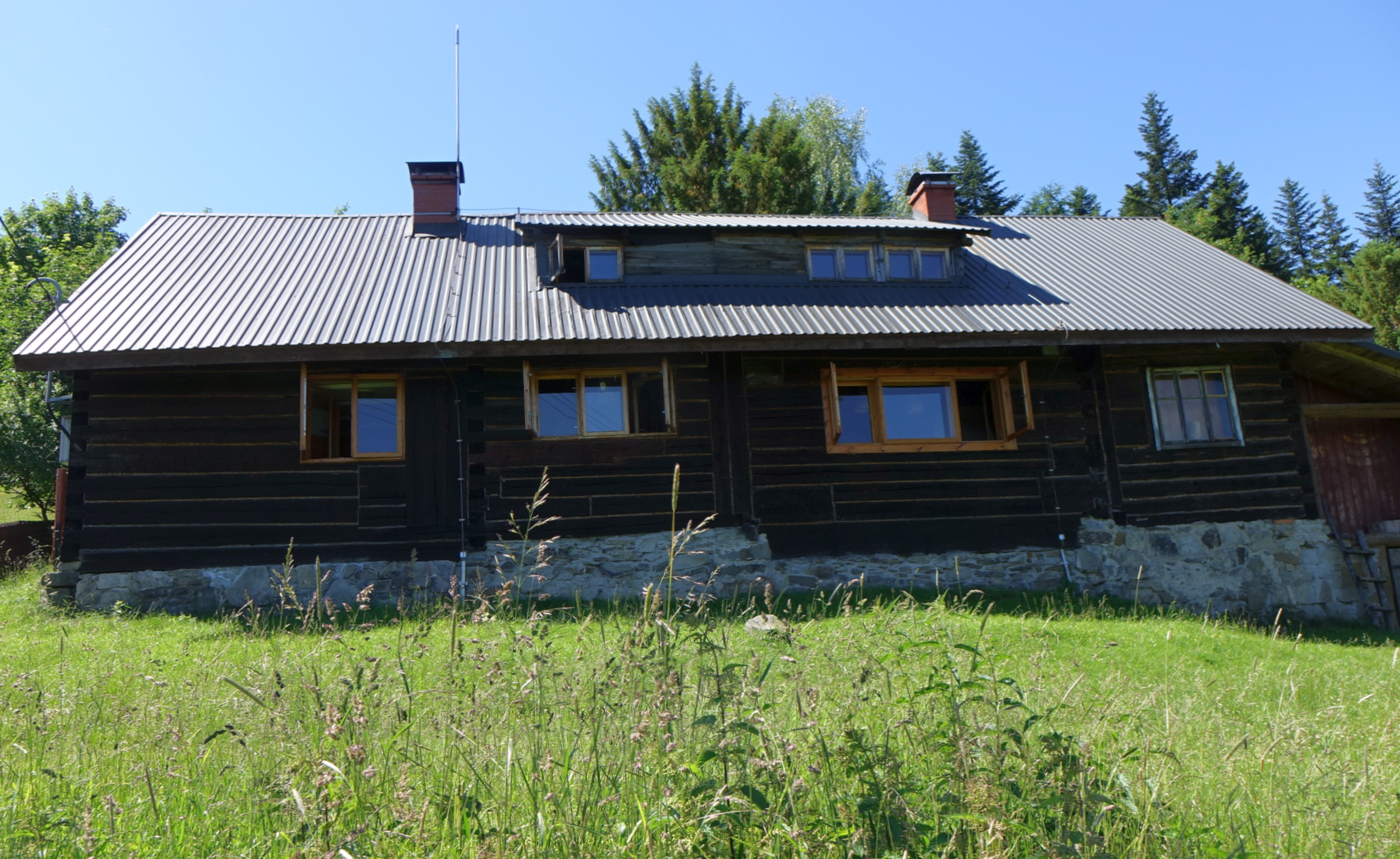
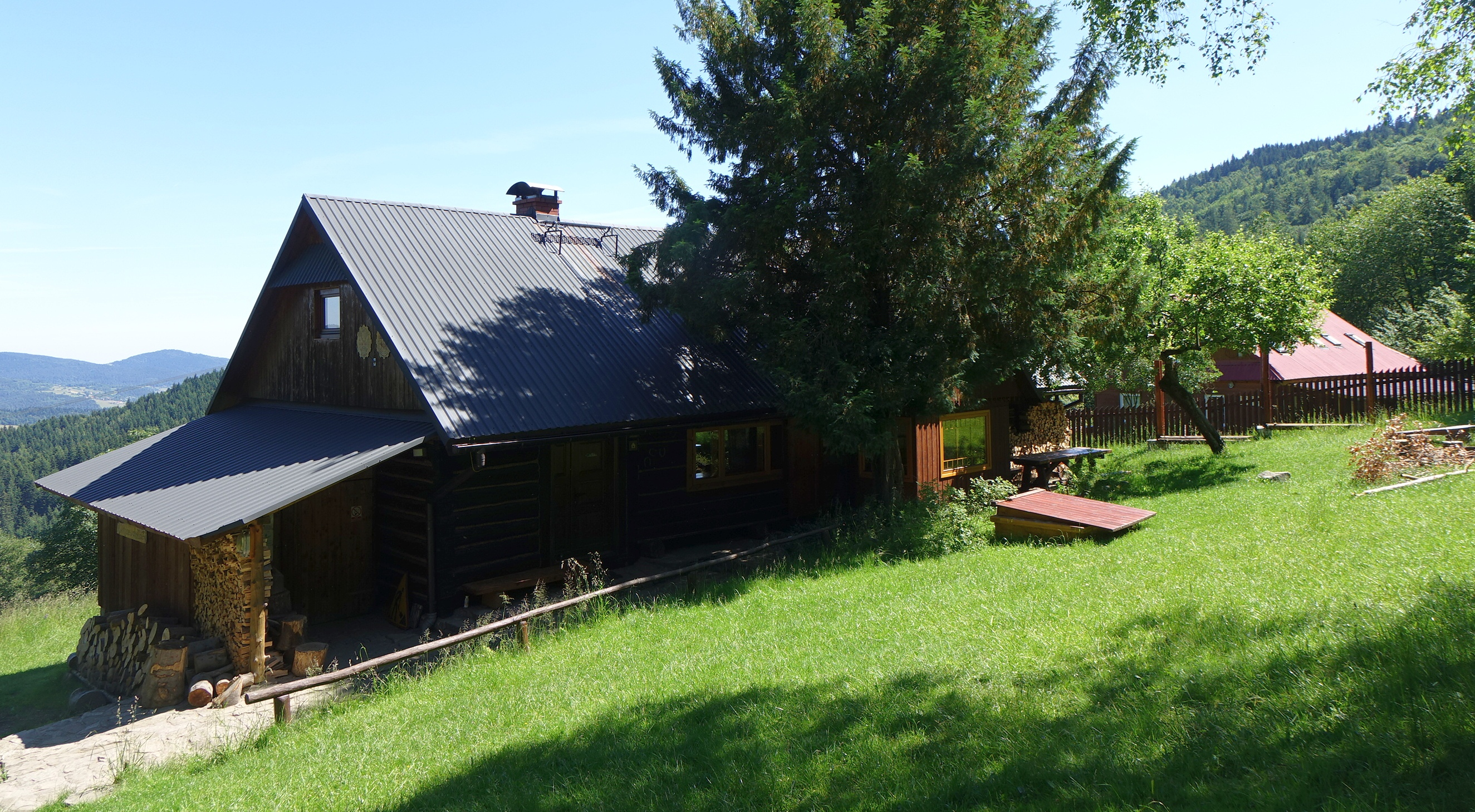
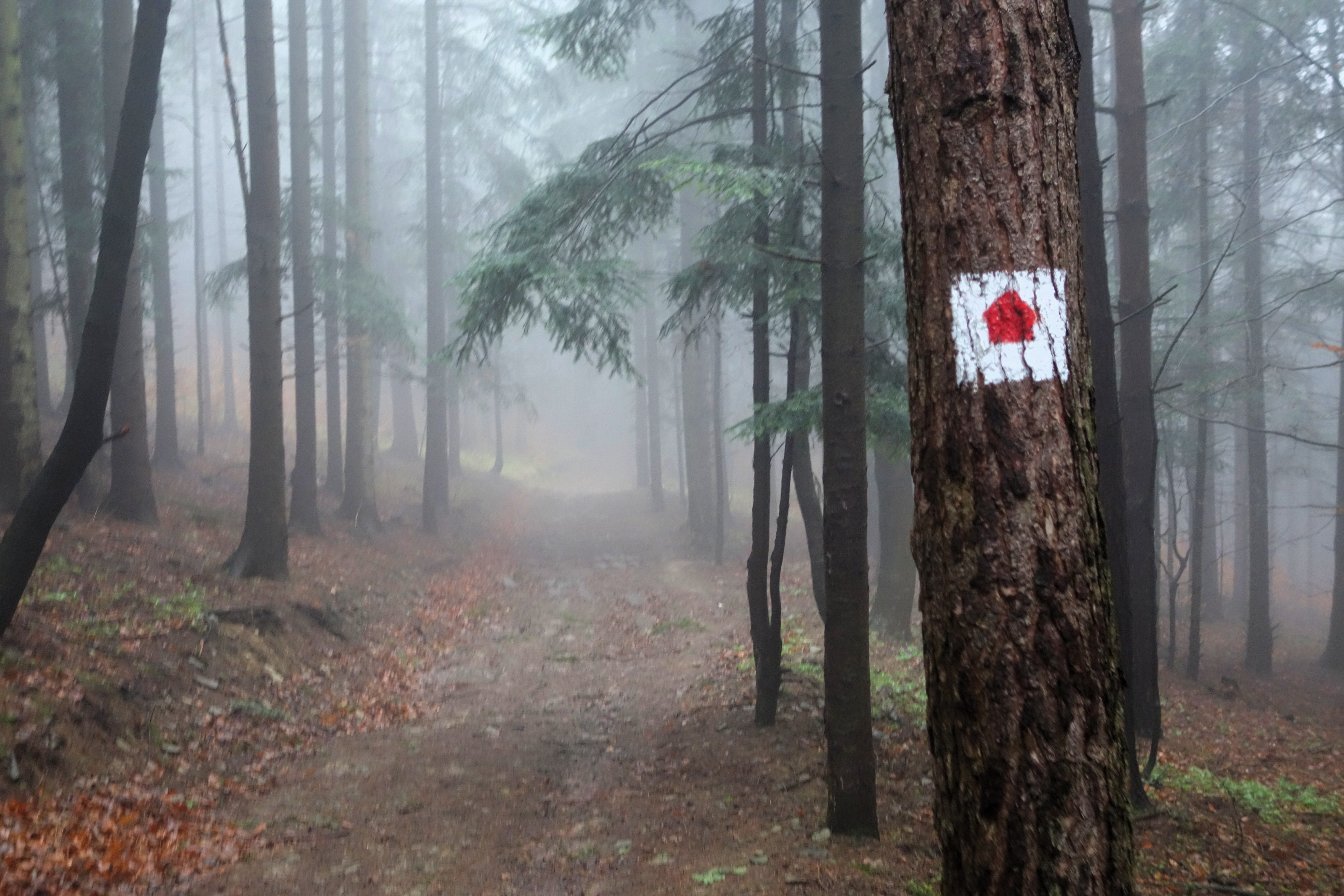
Oznaczenie szlaku chatkowego

## Szlaki turystyczne
– od północy, ze stacji PKP Lachowice Centrum (45 min)
 – od południa, z ostatniego przystanku PKS w Koszarawie (1 h)
 – od południowego wschodu, z ostatniego przystanku PKS w Stryszawie Roztokach (1 h)
 – od zachodu, ze stacji PKP Hucisko (2,5 h), Szlak Cisowy (PTTK).

## Adres
SST „Pod Solniskiem”

34-232 Lachowice-Adamy 263